# Keizersgracht 318
Keizersgracht 318 is een grachtenpand aan de Keizersgracht in Amsterdam tussen de Berenstraat en de Runstraat (beide onderdeel van De 9 Straatjes) niet ver van Felix Meritis. Het gebouw is in 1763 gebouwd. In 2017 werd de verbouwing van het pand stilgelegd na illegale sloop. In 2020 werd het pand na een aantal jaar leegstand gekraakt.